# Bohdan Kowalski
Bohdan Kowalski (ur. 1900, zm. 1944) – polski nauczyciel.
Pierwszy dyrektor Szkoły Podstawowej im. Marszałka Józefa Piłsudskiego w Głownie. W czasie okupacji twórca tajnego nauczania w Głownie, podporucznik Armii Krajowej o pseudonimie „Łowicki”.
W młodości uczestniczył w szeregach Orląt Lwowskich w walkach o Lwów.
Aresztowany przez Gestapo 14 stycznia 1944, zginął rozstrzelany na początku lutego 1944 w warszawskim więzieniu Pawiak.